# Gora Aychingly
Gora Aychingly (armeniska: K’arshat Lerr, Քարշատ Լեռ) är ett berg i Azerbajdzjan.   Det ligger i distriktet Kəlbəcər Rayonu, i den västra delen av landet, 300 km väster om huvudstaden Baku. Toppen på Gora Aychingly är 3 327 meter över havet, eller 156 meter över den omgivande terrängen. Bredden vid basen är 2,7 km.
Terrängen runt Gora Aychingly är huvudsakligen kuperad. Runt Gora Aychingly är det ganska glesbefolkat, med 27 invånare per kvadratkilometer.. Närmaste större samhälle är İstisu, 11,1 km nordost om Gora Aychingly. 
Trakten runt Gora Aychingly består i huvudsak av gräsmarker.